# 甘露寺前駅
甘露寺前駅（かんろじまええき）は、和歌山県紀の川市貴志川町長原にある和歌山電鐵貴志川線の駅。駅番号は13。

## 歴史
- 1933年（昭和8年）8月18日：和歌山鉄道の駅として開業。
- 1957年（昭和32年）11月1日：和歌山電気軌道との合併により同社鉄道線の駅となる。
- 1961年（昭和36年）11月1日：南海電気鉄道との合併により同社貴志川線の駅となる。
- 2006年（平成18年）4月1日：和歌山電鐵への継承により同社貴志川線の駅となる。

## 駅構造

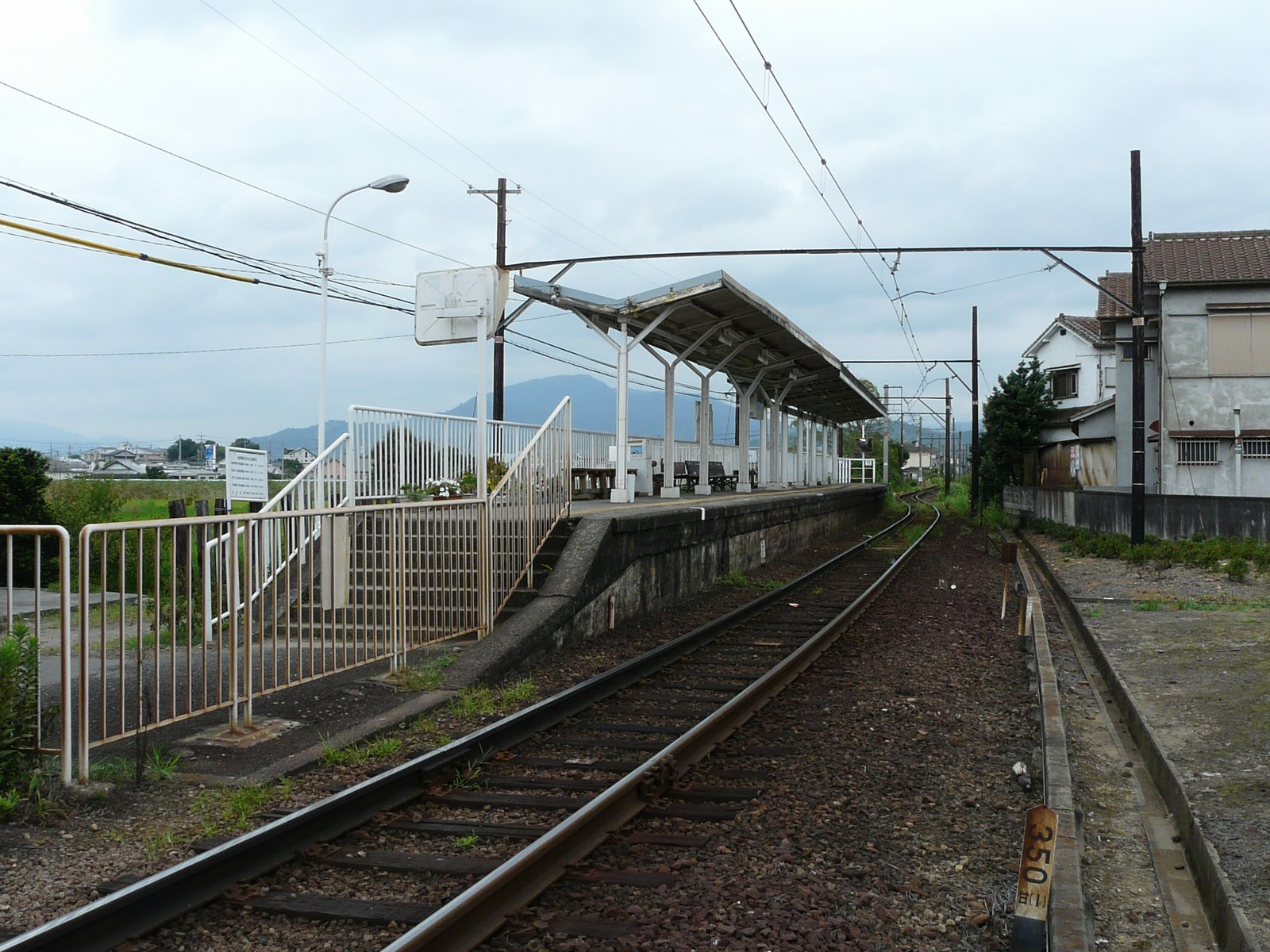
駅全景（2008年7月、ホーム側より）

単式ホーム1面1線をもつ地上駅。かつては島式ホーム1面2線となっていた。
無人駅で、自動券売機や自動改札機などは設置されておらず、スルッとKANSAI対応のカードは使用できない。
駅前は駐輪スペースを兼ねているが、当駅にはトイレは設置されていない。

## 利用状況
2020年（令和2年）度の調査結果では、1日平均乗降人員は426人である。
各年度の1日平均乗降人員は下記の通り。
| 年度   | 1日平均 乗降人員 |
| ------ | ---------------- |
| 1980年 | 1,063            |
| 1985年 | 424              |
| 1990年 | 372              |
| 1995年 | 390              |
| 2000年 | 169              |
| 2001年 | 169              |
| 2002年 | 204              |
| 2003年 | 273              |
| 2004年 | 287              |
| 2005年 | 322              |
| 2006年 | 519              |
| 2007年 | 518              |
| 2008年 | 569              |
| 2009年 | 571              |
| 2010年 | 574              |
| 2011年 | 584              |
| 2012年 | 575              |
| 2013年 | 617              |
| 2014年 | 608              |
| 2015年 | 649              |
| 2016年 | 619              |
| 2017年 | 613              |
| 2018年 | 592              |
| 2019年 | 564              |
| 2020年 | 426              |

## 駅周辺

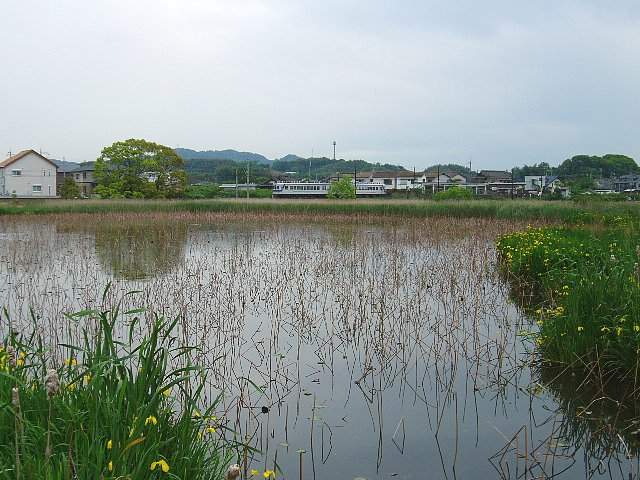
甘露寺前駅（右手奥）から発車した電車（2006年5月）

田園風景となっているが、所々に民家が建つ。駅の南北に池があり、南にある池は緑地公園として整備されている。駅北側には小学校があり、そこから少し離れた北側を和歌山県道13号線が通る。駅南側には保育所や甘露寺などの寺院がある。
- 紀の川市立西貴志保育所
- 紀の川市立西貴志小学校
- 紀の川市立貴志川中学校
- 和歌山県立貴志川高等学校
- 西貴志コミュニティセンター
- 貴志川生涯学習センター
- 甘露寺
- 隆昌寺
- 和歌山県道13号和歌山橋本線
- 平池（平池緑地公園）
- 前田池

### バス路線
駅北側の道路沿いに紀の川市地域巡回バスの「甘露寺前駅」停留所があり、紀の川市貴志川支所へ向かう循環路線（東貴志丸栖コース、西貴志コース）が同停留所を経由する。

## その他
- ホーム上には「恋みくじ」というガチャガチャが設置されている[2][3][4][5][6]。これは、駅名の由来となった甘露寺と同じ名字が付く「甘露寺 蜜璃（）」（※『鬼滅の刃』に登場する柱（鬼殺隊）の1人。「恋の呼吸」を使用する恋柱（））にちなんだものであり[3][5]、地域活性化を兼ねている[2][6][7]。

## 隣の駅
和歌山電鐵
■貴志川線
西山口駅 (12) - 甘露寺前駅 (13) - 貴志駅 (14)
- （）内は駅番号を示す。